# Димитър Кърков
Димитър Симеонов Кърков е български революционер, войвода на Вътрешната македоно-одринска революционна организация.

## Биография
Димитър Кърков е роден в село Гявато, Битолско, Македония, тогава в Османската империя. Влиза във ВМОРО в става куриер на организацията. По-късно става нелегален четник при Славейко Арсов и Георги Сугарев. През Илинденско-Преображенското въстание през лятото на 1903 година е войвода на чета от 28 души.